# Machinefabriek Jaffa
Machinefabriek Jaffa was een machinefabriek te Utrecht.
Het is de naam die de machinefabriek Louis Smulders & Co. te Utrecht in de loop der tijd kreeg en in 1918, bij de omzetting in een naamloze vennootschap, formeel aannam en gebaseerd is op de naam van de voormalige buitenplaats Jaffa waar de onderneming vanaf 1890 gevestigd was. Voor de komst van Smulders droeg een pan- en tegelbakkerij tegenover het terrein eveneens de naam Jaffa.

## Historie
De firma Louis Smulders & Co. bestond al tien jaar bij de vestiging op Jaffa. De naamgever Johannes Ludovicus Smulders (Tilburg, 1839 - Utrecht, 1908) was onder meer met zijn broers Augustinus Franciscus (1838-1908) en Franciscus Hendrikus (1851-1915) werkzaam in het vaderlijk bedrijf, de firma W.H. Smulders te Tilburg. De broers werkten verder samen in Utrecht binnen de firma A.F. Smulders, totdat in 1880 Louis en broer Frans samen apart verdergingen onder de naam Louis Smulders & Co. Tien jaar later, in 1890, scheidden zich de wegen van beide broers, waarbij Louis onder de bestaande firmanaam verderging.
Het bedrijf verkreeg een goede naam, onder meer met stoominstallaties en pompwerktuigen. Al vanaf 1884 had het bedrijf de inrichting van gasfabrieken op zich genomen en de mechanisatie van het kolen- en cokestransport was daarbij een belangrijk aspect. Vanaf 1900 ging Jaffa laadmachines en transportinrichtingen voor het gasbedrijf maken en in 1904 vervaardigde men de eerste ovenlaadmachine. In 1904 leverde het een kolenlift voor de gasfabriek te Den Helder, in 1910 een kolentransportinrichting voor hetzelfde bedrijf. De elektrische hangkraan (in samenwerking met Groeneveld) het jaar daarop was ook weer bestemd voor een gasbedrijf, te Vlaardingen. In 1912 werd een grote kolen- en cokestransportinrichting geleverd voor de nieuwe gasfabriek te 's-Gravenhage. Een nieuwe dimensie betekende de elektrohangbanen met automatische besturing der loopkatten, waarvan de eerste geleverd werd aan de Gasfabriek Wormerveer, in 1915. Trots adverteerde het bedrijf hiermee, als enige uitvoerder in Nederland.
De bedrijfsbezetting groeide in de eerste twee decennia flink: gestart met 25 man personeel in 1891 waren er eind 1908 reeds 168 werklieden in dienst. In 1918 was het aantal werknemers gestegen tot 450 en dit aantal bleef, op enkele mindere periodes na, tot in de jaren zestig vrijwel gelijk.
Al tijdens het bewind van de oprichter kwamen verschillende van diens zonen in de zaak te werken. Na het overlijden van Louis Smulders, in 1908 zetten twee van hen, Henricus en Josephus, de zaak voort. Deze werd in 1918 omgezet in een naamloze vennootschap, waarbij de familie de leiding behield. In de jaren twintig verdween de directe bemoeienis van familieleden met de bedrijfsvoering, die in handen kwam van derden.
Tijdens de bezetting in de Tweede Wereldoorlog bleef de machinefabriek in bedrijf en werd ingezet voor de Duitse oorlogseconomie. In 1942 stelde de Duitse bezettingsmacht een Treuhänder aan.

### Overname door Stork
In 1951 werd het bedrijf overgenomen door Stork. Een jaar later werd de overname geformaliseerd door omzetting in een nv Machinefabriek Stork-Jaffa met een kapitaal van f 5 miljoen, waarvan f 1,5 miljoen door inbreng van activa en passiva Jaffa, waarnaast Stork voor f 250.000 aan aandelen. Het productiepakket veranderde de eerste decennia niet echt. binnen de transportwerktuigen kwamen vliegtuigliften tot ontwikkeling. Stuurinrichtingen voor schepen bleven belangrijk, terwijl (semi)-automatische doseersystemen een belangrijke nieuwe pijler werden.
In 1977 volgde de integratie binnen de Stork-gelederen in de in 1975 gevormde divisie Bepak (Bottling and Packaging Systems), waarbij Jaffa vanwege de ligging en ruimte de centrale directie ging herbergen. In 1998 werd het restant van Jaffa overgeplaatst naar de Stork-vestiging in Raamsdonksveer die op zijn beurt in 2002 weer werd samengevoegd met de productielocatie in Amsterdam.
Begin 21e eeuw werd het complex afgebroken, op Villa Jaffa en een bedrijfsgebouw op de hoek Groeneweg/Vleutenseweg na. In 2001 vond de oplevering van de eerste appartementen van het Jaffapark plaats. In 2016 werd een restaurant geopend in Villa Jaffa, later kwam het pand in gebruik als kantoor. De voetbalvereniging VVJ (Voetbalvereniging Jaffa) draagt nog steeds de naam van de machinefabriek.

## Producten

### Transportmaterieel

Productiefolder ca. 1950

Volgens een fabrieksbeschrijving uit 1918 maakte Jaffa op dat moment uiteenlopend transportmaterieel: hangbanen, transportbanden, elevatoren en diverse soorten kranen (draai, loop, vélocipède en portaal). Het is niet duidelijk wanneer Jaffa met de vervaardiging van dergelijke apparatuur is begonnen. Een belangrijke order betrof de levering in 1917 van 17 hijskranen voor de haven van Amsterdam. Of Jaffa verder nog veel havenoutillage heeft geleverd, is twijfelachtig. Na de gasfabrieken werden ook de elektriciteitsbedrijven een interessante markt voor de kolenlosinrichtingen. Zo leverde Jaffa rond 1918 een conveyor met een lengte van 375 meter voor de Provinciale Noord-Brabantse Electriciteits Maatschappij te Geertruidenberg. In 1921 leverde Jaffa de transportinstallaties voor de staatsmijn Emma.
Een bijzondere afdeling vormde de fabricage van elektrotakels, waarmee Jaffa in 1932 begon. Dit gebeurde grotendeels in seriefabricage. Rond 1950 werden standaardtakels met een hefvermogen van 125 tot 10.000 kg en met hijssnelheden van 3 tot 36 m/min. gemaakt. Maar ook bijzondere constructies behoorden tot de mogelijkheden.

### Pompwerktuigen
Een andere succesvolle specialisatie betrof de vervaardiging van pompwerktuigen, al dan niet in combinatie met een door Jaffa geleverde stoominstallatie. Ook dit betrof een voor Jaffa oud product, waarmee circa 1882 al een begin werd gemaakt. Talloze gemalen in Nederland werden zo voorzien, maar het hoogtepunt vormt ongetwijfeld het Ir. D.F. Woudagemaal bij Lemmer uit 1920, sinds 1998 Unesco-werelderfgoed. Het gemaal, dat bestemd was voor Frieslands boezem, heeft een capaciteit van 4000 m³ per minuut en bestaat uit acht centrifugaalpompen, twee aan twee gekoppeld aan vier stoommachines. Ook de ketelinstallatie is geleverd door Jaffa.

### Weeg- en scheepswerktuigen
Rond 1914 vond Jaffa een nieuwe markt op het gebied van de scheepvaart, zoals ballastpompen voor schepen. In 1915 leverde men de eerste pomp en tot 1940 zijn alle dergelijke pompen voor de onderzeeërs van de Koninklijke Marine fabricaat Jaffa. In 1924 begon men met de productie van scheepswerktuigen, waaronder hydraulische stuurinrichtingen waarvan in 1938 de eerste werd geleverd.
Een bekend product werden de weegwerktuigen waarmee Jaffa in 1930 startte.

## Fotogalerij

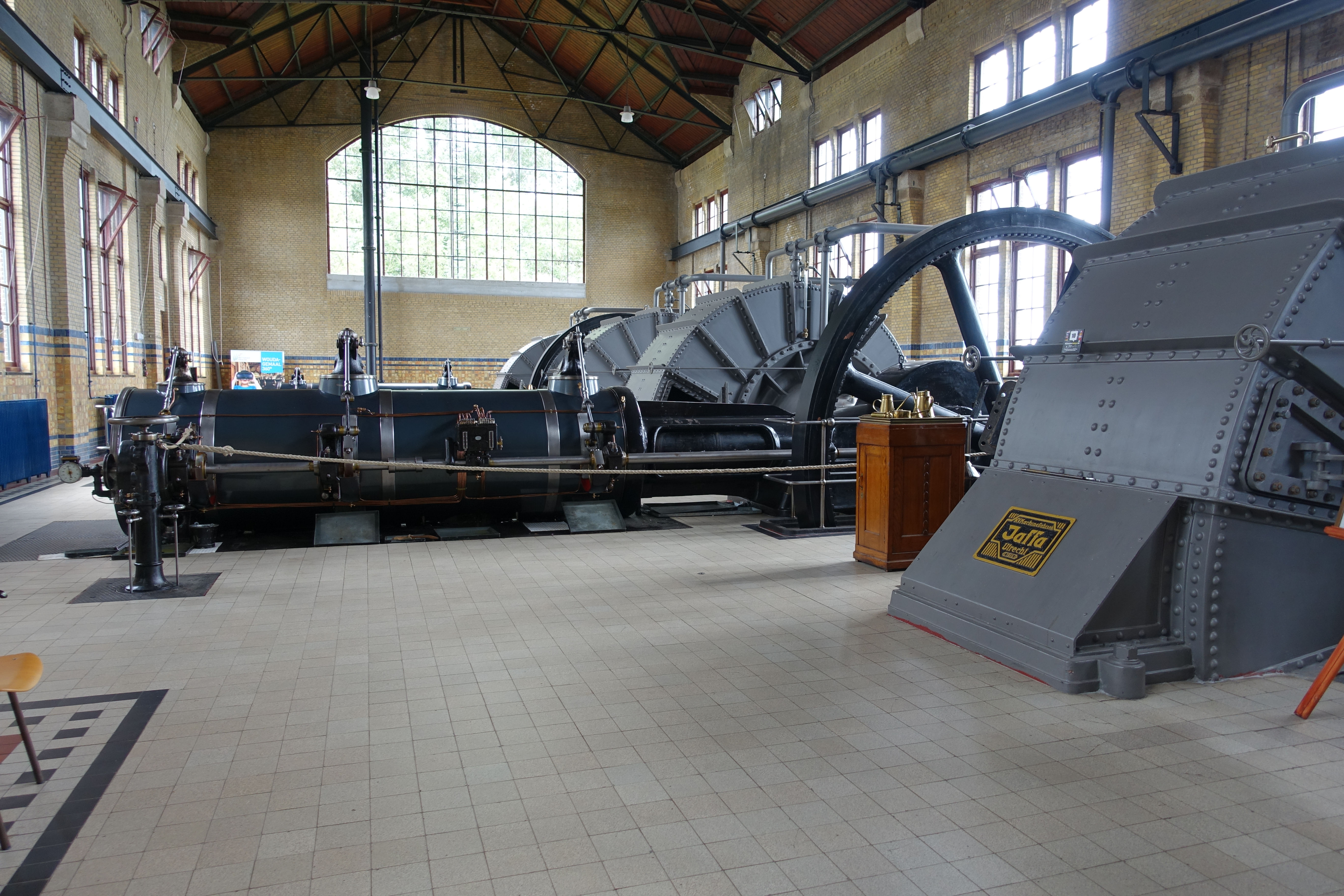
Pompen in het Ir. D.F. Woudagemaal
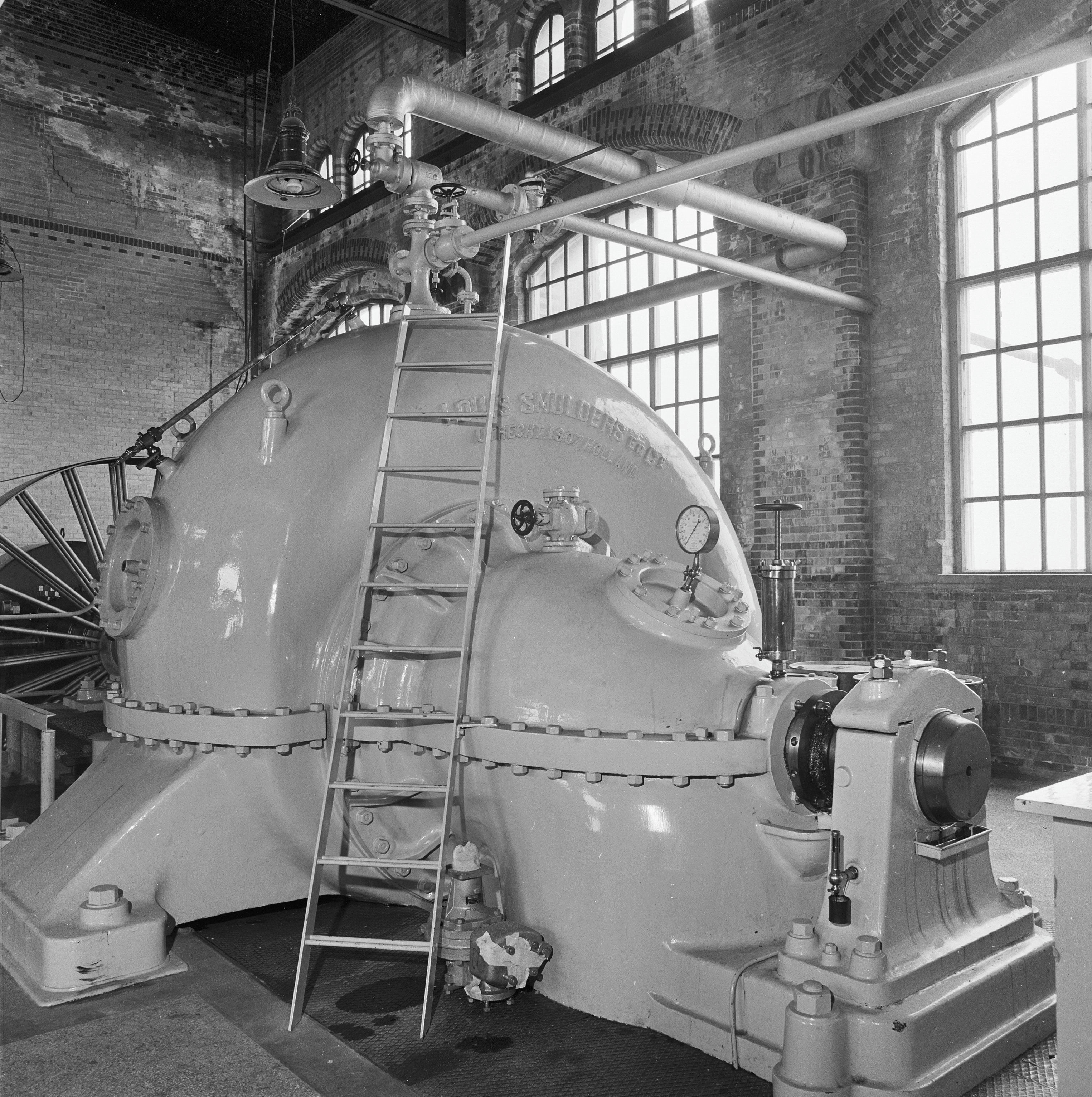
Louis Smulders (Jaffa) pomp van Stoomgemaal Vier Noorder Koggen
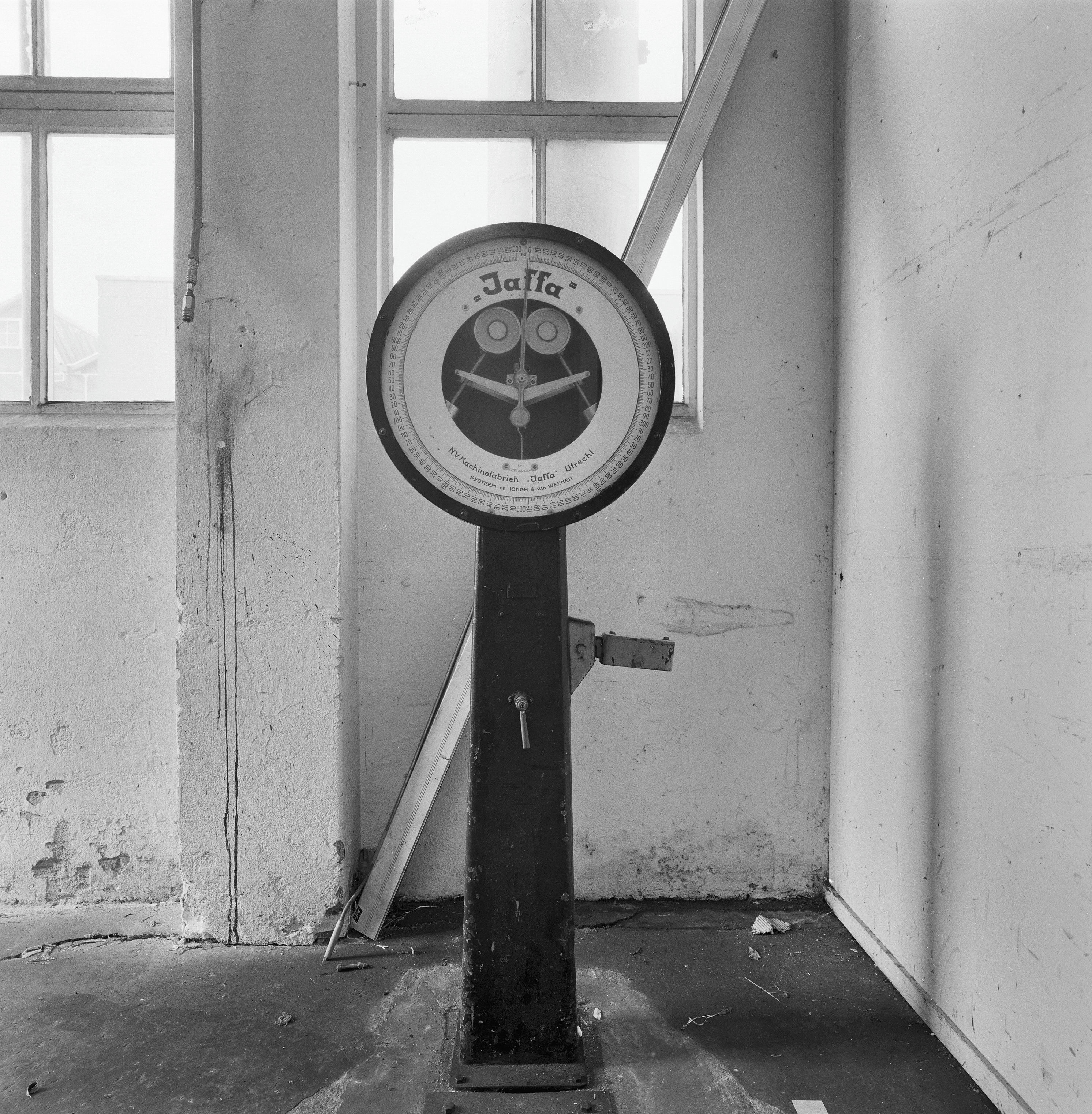
Weegschaal gefabriceerd bij Jaffa
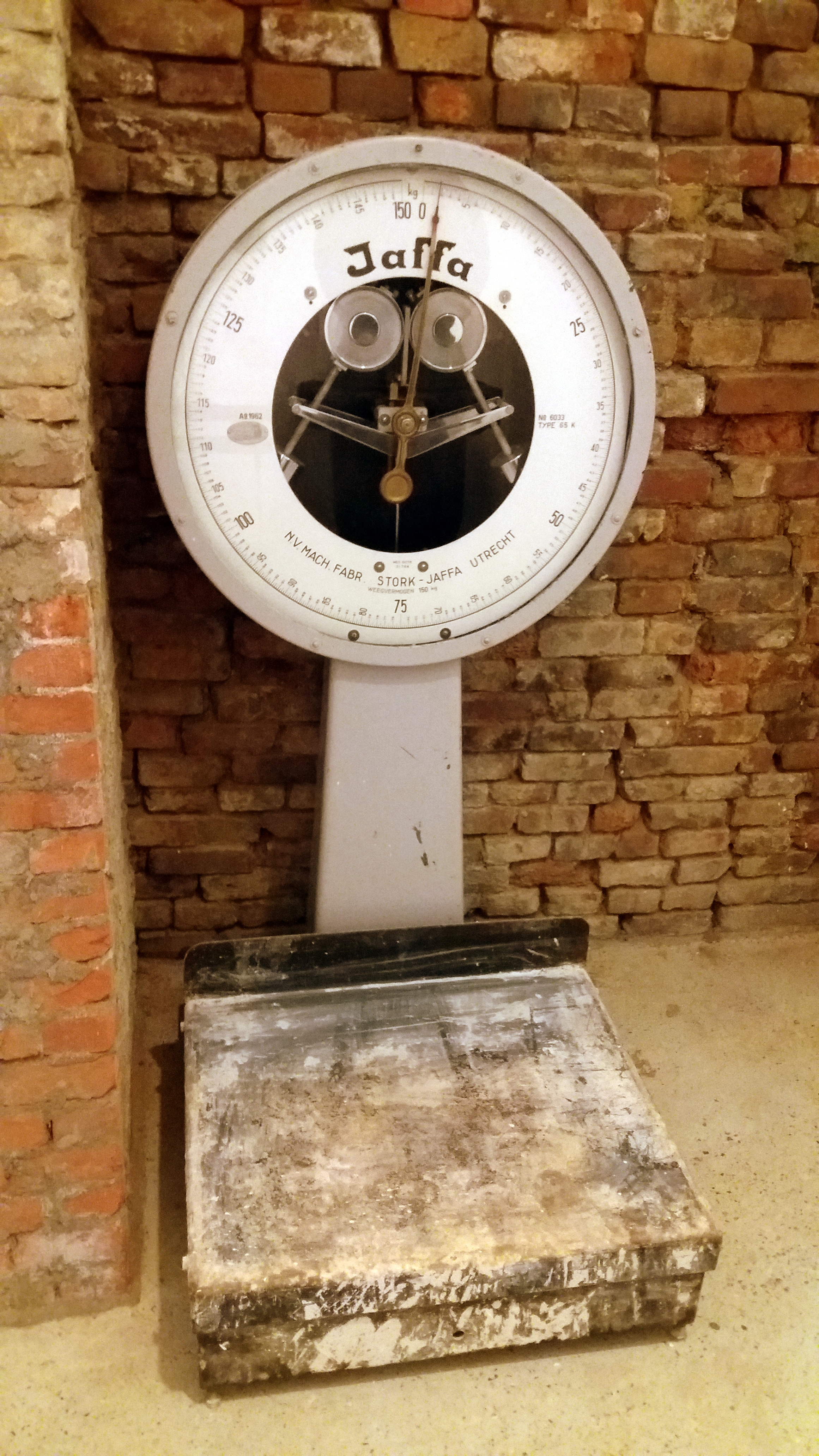
Jaffa-weegschaal